# Eric Trump
Eric Frederick Trump (Nueva York, 6 de enero de 1984) es un empresario estadounidense. Conocido por ser el tercer hijo de Donald Trump, magnate de negocios estadounidense y 45.° y 47. ° presidente de los Estados Unidos, e Ivana Trump. Tiene cuatro hermanos: Ivanka, Donald Jr., Tiffany y Barron. 

Estudió en la Universidad de Georgetown. Se desempeña como vicepresidente ejecutivo de Desarrollo y Adquisiciones en la Organización Trump, dirigiendo las nuevas adquisiciones de proyectos y desarrollo en todo el mundo. Cumple esta función junto a su hermano Donald Jr. y su hermana Ivanka.
Es dueño de un viñedo y una bodega en el estado de Virginia, la cual mantiene el sello de la familia: Trump Winery. Visita frecuentemente el negocio familiar “Trump Tower Punta del Este”, emprendimiento ubicado en Punta del Este, Uruguay.
En 2006 creó la Fundación Eric Trump (The Eric Trump Foundation), que se encarga de recaudar fondos para el Hospital de Investigación Infantil San Judas (Saint Jude Children's Research Hospital).
En noviembre de 2014 contrae matrimonio con la periodista Lara Yunaska.